# Ladice
Ladice (in ungherese Barslédec) è un comune della Slovacchia facente parte del distretto di Zlaté Moravce, nella regione di Nitra.